# Schweizerische Lyrische Gesellschaft
Die Schweizerische Lyrische Gesellschaft, die auch unter der Bezeichnung Pro Lyrica auftritt, ist eine schweizerische Literaturgesellschaft.
Die Organisation wurde 1988 als Stiftung PRO LYRICA gegründet, um der modernen Lyrik vorwiegend der Deutschschweiz, und teilweise auch in den andern Landessprachen und in Dialekten der Schweiz eine grössere Reichweite zu verschaffen. Seit 1995 ist sie als Verein konstituiert, ihre Geschäftsstelle befindet sich in Winterthur. Sie führt eine online-Dokumentation zu in der Schweiz aktiven Dichtern und Lyrikerinnen. Sie unterstützt diese bei der Organisation von Lyrik-Veranstaltungen und bei der Veröffentlichung ihrer Werke.
Pro Lyrica gibt als Literaturverlag eine Reihe eigener Publikationen heraus. Dazu zählen  Lyrikbände, der Lyrikkalender und Anthologien mit Gedichten aus verschiedenen Landesteilen der Schweiz.

## Publikationen (Auswahl)
- Edith Biermann: Schwingen der Seele. Gedichte. 1992, ISBN 3-907551-06-0.
- Verena Fehr: Schritte im Laub. Gedichte. 1992, ISBN 3-907551-07-9.
- Alphons Hämmerle: Grösse und Gefährdung. Gedichte. 1992, ISBN 3-907551-10-9.
- Lyrik der deutschsprachigen Schweiz. Band 1: Kanton Schaffhausen. Blütenlese. 1989, ISBN 3-907551-04-4.
- Lyrik der deutschsprachigen Schweiz. Band 2: Kanton Thurgau. Windrosen. 1990, ISBN 3-9077551-05-4.
- Lyrik der deutschsprachigen Schweiz. Band 3: Kanton Aargau. Passagen. Schaffhausen 1997, ISBN 3-907551-19-2.
- Hans Günther Hirschberg: Der Rhythmus des Regens. Gedichte und Nachdichtungen aus fremden Sprachen. 1999, ISBN 3-907551-22-2.
- Sbrinzlas Funken Scintille. Gegenwartslyrik aus Graubünden. Anthologie. 2005, ISBN 3-907551-31-1.
- Schaffhauser Dichterpfad. 2000, ISBN 3-907551-27-3.
- August Guido Holstein: Der Berg geht zum Meer. Gedichte. 2001, ISBN 3-907551-24-9.
- Adrian Lüscher: Ungerwägs – Unterwegs. Gedichte. 2012, ISBN 978-3-907551-43-1.
- In Allem. Essays und Gedichte. 25 Jahre Pro Lyrica, Schweizerische Lyrische Gesellschaft, 1988–2013. 2013.
- Hans Jürg Zingg: my wörtersack. gedicht ir bäärner umgangsschpraach. spouken wöörd. 2014, ISBN 978-3-907551-47-9.
- Oliver Füglister: Jahr dazwischen. Gedichte. 2017, ISBN 978-3-907551-53-0.
- Martina Caluori: Frag den Moment. Gedichte. 2019, ISBN 978-3-907551-60-8.
- Nora Dubach: Auf gleissendes Licht tropft Dunkelheit. Gedichte. 2019, ISBN 978-3-907551-62-2.
- Ute Karin Höllrigl: Tage wie Bilder. Gedichte. 2019, ISBN 978-3-907551-61-5.